# Neptis decaryi
Neptis decaryi är en fjärilsart som beskrevs av Le Cerf 1928. Neptis decaryi ingår i släktet Neptis och familjen praktfjärilar. Inga underarter finns listade i Catalogue of Life.